# 村上仁紀
村上 仁紀（むらかみ さとき、1991年4月6日 - ）は、日本のフェンシング選手。種目はフルーレ、エペ。出身は大分県大分市。大分大学教育学部附属小学校→大分大学教育学部附属中学校→大分県立大分豊府高等学校を経て日本大学文理学部に入学。卒業後、フェンシング日本代表として活動を続ける。現在はあおぞら病院所属。右利き。相手のプレイスタイルに合わせた硬い守りを特徴とする。youtuber（さときんぐのフェンシングch）。

## 来歴
8歳から大分県の別府ジュニアフェンシングクラブにてフェンシング競技を始める。2001年にJunior Fencing OITA（JF OITA）へ移籍。中学3年時、第19回全国少年フェンシング大会中学生男子フルーレ種目において個人優勝。
2007年に大分県立大分豊府高等学校に進学。2年時、全国高等学校総合体育大会フルーレ種目で団体優勝。3年時には、全国高等学校総合体育大会フルーレ種目において個人準優勝。
2010年に日本大学に入学。1年時、全日本学生フェンシング選手権大会フルーレ種目において団体優勝。4年時には、全日本学生フェンシング選手権大会フルーレ種目で個人3位。
大学卒業後、2014年より大分県立別府鶴見丘高等学校にて非常勤教師(教科は体育)を務める。
2015年に、非常勤教師を辞職し、大分県国東市にある医療法人あおぞら病院に所属。
2016年には2016 World Fencing Championshipsフルーレ種目に出場するもベスト64。
2018年に専門種目をフルーレ種目からエペ種目へと変更。2020年第73回全日本フェンシング選手権大会ではエペ種目でベスト8。
2021年に第74回全日本フェンシング選手権大会、男子エペ部門において決勝に進出。

## 所属クラブ
- 別府ジュニアフェンシングクラブ
- Junior Fencing OITA（JF OITA）
- 大分県立大分豊府高等学校
- 日本大学
- 2014年 - 2015年 大分県立別府鶴見丘高等学校
- 2016年 - あおぞら病院

## 主な成績
- World Cadet Championships
  - 第7位(2008年)
- Asian Junior and Cadet Fencing Championships
  - 団体準優勝(2011年)
- Asian U23 Fencing Championships
  - 団体準優勝(2013年)
- 全日本選手権
  - ベスト8（2020年）
  - 団体準優勝（2012年）
- 国民体育大会
  - 団体優勝（2014、2017年＝大分チーム）
- 全日本学生選手権大会
  - 第3位（2013年）　
  - 団体優勝（2011年）